# Euphorbia gradyi
Euphorbia gradyi là một loài thực vật có hoa trong họ Đại kích. Loài này được V.W.Steinm. & Ram.-Roa mô tả khoa học đầu tiên năm 1998 publ. 1999.